# Bonne Chance
Pour plus de détails, voir Fiche technique et Distribution.
Bonne Chance est un film français réalisé par Sacha Guitry et sorti en 1935. Il s'agit de sa première fiction « originale » après un documentaire (Ceux de chez nous) et l'adaptation d'une de ses pièces (Pasteur).

## Synopsis
Claude Lepeltier (Sacha Guitry), un artiste peintre, est secrètement amoureux de sa voisine Marie (Jacqueline Delubac), une jeune blanchisseuse et il la dessine partout. Alors qu'elle va livrer du linge, il la salue et lui crie « Bonne chance ».
Lorsque Marie arrive chez sa cliente à son hôtel, celle-ci vient juste de boucler ses valises en oubliant le linge qu'elle avait fait nettoyer. Elle donne alors le linge à Marie et une petite somme. Se souvenant du « Bonne chance » de Claude, Marie achète un billet de loterie. Entre-temps, Prosper (André Numès Fils), un employé modeste, est venu la demander en mariage. 
La mère de Marie (Pauline Carton) est favorable à Prosper tandis que Marie hésite, mais voyant Claude parler à une jeune femme et se méprenant sur leurs relations, par un soudain dépit, elle accepte la demande de Prosper, pour le regretter aussitôt.
Celui-ci doit partir pour une période militaire de 13 jours au terme de laquelle le mariage devrait avoir lieu à Fontenac, le village natal de Marie. Mais Marie gagne le soir même le gros lot de deux millions et elle va en remettre la moitié à Claude qui accepte à condition qu'ils dépensent ensemble ce million : un voyage de noces avant la noce.
Claude écrit alors au maire de Fontenac pour préparer une surprise à Marie : en faire une bienfaitrice de la commune. À leur arrivée, ils sont accueillis par la fanfare municipale et le maire (Paul Dullac). Marie demande une faveur au maire, la dispenser du délai de 8 jours de publication des bans et, de son côté, Claude a appris que Marie est née de père inconnu.
Tandis que le voyage se déroule, les rapports deviennent de plus en plus tendres entre Marie et Claude. En contrepoint de cet amour naissant, la vulgarité du fiancé devient de plus en plus flagrante.
Tiraillé entre ce qu'il imagine être la nécessité de respecter la promesse de mariage faite par Marie et son amour naissant, il vient à Claude l'idée incongrue de reconnaître Marie comme sa fille.
Mais un incident leur fait comprendre que la chance les abandonne dès qu'ils se séparent. Ceci est confirmé au casino de Monte-Carlo : quand ils sont séparés les problèmes surviennent, quand ils sont ensemble ils gagnent. L'infidélité de Prosper achève de dissoudre la promesse de mariage. Dès lors la décision de Marie est prise mais elle laisse Claude dans le doute, et celui-ci ne découvrira qu'au dernier moment qu'il a le bonheur d'épouser Marie.

## Fiche technique
- Titre original : Bonne Chance
- Réalisation : Sacha Guitry, assisté de Fernand Rivers
- Scénario et dialogues : Sacha Guitry
- Décors : Robert Gys
- Photographie : Jean Bachelet
- Son : Joseph de Bretagne
- Montage : Pierre Schwab
- Musique : Vincent Scotto
- Production : Fernand Rivers, Maurice Lehmann
- Sociétés de production : Films Fernand Rivers, Productions Maurice Lehmann
- Pays d'origine :  France
- Format :  - Noir et blanc - 35 mm - 1,37:1 - Son mono
- Genre : Comédie
- Durée : 78 minutes
- Date de sortie : France :  20 septembre 1935

## Distribution
- Sacha Guitry : Claude Lepeltier
- Jacqueline Delubac : Marie Muscat
- Pauline Carton : Madame Muscat, la mère de Marie
- André Numès Fils : Prosper, le fiancé de Marie
- Paul Dullac : le maire de Fontenac
- Charles Montel : un vieux monsieur qui passe
- Rivers Cadet : Pinède, le greffier de la mairie
- Andrée Guize : Henriette Lepeltier
- Madeleine Suffel : la gantière
- Renée Dennsy : la radeuse
- Lucienne Givry : l'élégante
- Simone Sandré : l'épicière
- Robert Darthez : Gaston Lepeltier
- Robert Seller : le maître d'hôtel
- Louis Baldy : l'employé de banque
- Louis Vonelly : le marchand de tableaux
- Antoine : le coiffeur Antoine
- Claude Willemetz : le petit garçon
- Gustave Huberdeau
- Régine Paris : l'employée de la poste

## Production
Le film a été tourné de fin avril à début mai 1935 à Paris.[réf. nécessaire]

## Autour du film
- C’est le premier film de Guitry sur un scénario original (il n’avait réalisé jusque-là que des documentaires et des adaptations de ses pièces).
- Un remake américain a été réalisé en 1940 par Lewis Milestone : Double Chance.
- Guitry rend hommage dans ce film à son ami, le librettiste à succès, Albert Willemetz en inventant de toutes pièces une voie portant son nom dans Paris. (Il existe depuis 1978 une rue Albert-Willemetz, en fait une simple allée dans le 20e arrondissement de Paris).